# Gijsbert van Veldhuizen
Gijsbert van Veldhuizen (Almelo, 29 januari 1903-Tynaarlo (Drenthe), 11 mei 1963) was een Nederlands theoloog en schrijver. Hij is vooral bekend geworden met theologisch geïnspireerde romans die onder andere handelen over de relatie tussen kerk en gelovigen. 

## Werk en leven
Van Veldhuizen was een voor zijn tijd modern predikant. Hij had bijvoorbeeld grote belangstelling voor het gebruik van de moderne media. Zo maakte hij verschillende films over zijn gemeenteactiviteiten en sprak hij een langspeelplaat in ten behoeve van de Nederlandse soldaten in Nederlands Indië. In Rotterdam, waar Van Veldhuizen vanaf 1937 met enige onderbrekingen predikant was, gold hij als een groot spreker. Tijdens zijn werkzaamheden als predikant deed Van Veldhuizen enkele succesvolle pogingen om het geloof dichter bij de belevingswereld van de zwakste groepen van de Rotterdamse bevolking te brengen. Dat deed hij onder andere door naast de normale dienst in de statige Koninginnekerk ook verteldiensten in een wijkgebouw te houden op zondagavond. Om de problemen van zijn gemeente bij een groter publiek onder de aandacht te brengen begon hij met het schrijven van romans. Naast romans schreef Van Veldhuizen enkele educatieve werken. Zijn De kerk aan de zelfkant gold enige jaren als een standaardwerk in de opleiding van wijkpredikanten. De door Van Veldhuizen geschetste comprehensive approach beoogde de mens "in het geheel van zijn samenleving en op ieder – materieel, maatschappelijke, lichamelijk, geestelijk en cultureel-  vlak van zijn bestaan" te benaderen. Van Veldhuizen zag de kerk daarmee als instrument ter verbetering van de omstandigheden van haar aanhangers, niet als een doel op zichzelf.
In 1963 overleed Van Veldhuizen op 60-jarige leeftijd. Hij was op dat moment onderweg naar De Adderhorst, het door zijn vader gestichte buitenverblijf in Drenthe.

## Wetenswaardigheden
Naar Gijsbert van Veldhuizen is een Rotterdamse basisschool en een stichting voor kinderopvang vernoemd. Van Veldhuizen studeerde tot 1922 theologie aan de Rijksuniversiteit Groningen. Aan diezelfde universiteit was zijn vader Adrianus van Veldhuizen op dat moment hoogleraar theologie. Zijn zoons Adriaan en Eppo waren respectievelijk Eerste Kamerlid en burgemeester. Zijn kleinzoon Onno was burgemeester van Hoorn en sinds 2015 van Enschede.
Van Veldhuizen schreef meer dan 15 boeken, waaronder samen met Willem van Iependaal het boek De Trap. Hij schreef tevens het boek 'Een eeuw Rotterdamse volkswijk' (Bosch & Keuning N.V., Baarn, z.j., vermoedelijk 1955) over de geschiedenis van de Rotterdamse wijk Crooswijk.